# Reina Hispanoamericana 2008
El Concurso de Belleza Reina Hispanoamericana 2008, se llevó a cabo en la Manzana Uno, a las puertas de la Catedral de Santa Cruz (Bolivia), el 30 de octubre de 2008. Compitieron 19 candidatas. Massiel Taveras de República Dominicana, coronó a su sucesora, la candidata Laura Zuñiga de México, la cual fue destituida. La corona pasó a manos de Vivian Noronha Cia, representante de Brasil.

## Resultado Finales
| Resultado Final                          | País        | Candidata          |
| ---------------------------------------- | ----------- | ------------------ |
| Reina Hispanoamericana 2008 (Destronada) | - México    | Laura Zúñiga       |
| Reina Hispanoamericana 2008 (Sucesora)   | - Brasil    | Vivian Noronha Cia |
| Virreina Hispanoamericana 2008           | - Paraguay  | Gabriela Rejala    |
| 1.ª. Finalista                           | - Uruguay   | Paula Díaz         |
| 2.ª. Finalista                           | - Bolivia   | Dominique Peltier  |
| 3.ª. Finalista                           | - Venezuela | Ligia Hernández    |
| 4.ª. Finalista                           | - Perú      | Annmarie Dehainaut |

## Premios especiales
| Premio                  | País                 | Candidata          |
| ----------------------- | -------------------- | ------------------ |
| Miss Amistad y Simpatía | Haití                | Widline Barthélemy |
| Miss Fotogenica         | Venezuela            | Ligia Hernández    |
| Mejor Traje Nacional    | Panamá               | Rosa Omaira Vargas |
| Mejor Rostro            | Cuba                 | Dayami Padrón      |
| Mejor Cuerpo            | Brasil               | Vivian Noronha Cia |
| Mejor Cabellera         | República Dominicana | Mariel Sabogal     |
| Mejor Sonrisa           | Curazao              | Jenyfeer Mercelina |
| Miss Elegancia          | Venezuela            | Ligia Hernández    |
| Chica Aerosur           | Paraguay             | Gabriela Relaja    |

## Candidatas Oficiales
| País                 | Candidata                        | Estatura |
| -------------------- | -------------------------------- | -------- |
| Argentina            | Agustina Belen Quinteros Valboni | 1.77     |
| Bolivia              | Dominique Peltier                | 1.80     |
| Brasil               | Vivian Noronha Cia               | 1.75     |
| Chile                | Barbara Picon Tivkovič           | 1.74     |
| Colombia             | María Alejandra Ramírez          | 1.70     |
| Cuba                 | Dayami Lisselly Padrón Astudillo | 1.75     |
| Curazao              | Jenyfeer Mercelina               | 1.70     |
| El Salvador          | Julia Ayala Márquez              | 1.73     |
| Haití                | Widline Sophirene Barthélemy     | 1.80     |
| México               | Laura Zúñiga Aguirre             | 1.74     |
| Nicaragua            | Alejandra Binca Borge            | 1.72     |
| Panamá               | Rosa Omaira Vargas               | 1.77     |
| Paraguay             | Gabriela Rejala Andres           | 1.72     |
| Perú                 | Annmarie Dehainaut Schreider     | 1.79     |
| Puerto Rico          | Delorean Ashleigh Torres         | 1.72     |
| República Dominicana | Mariel Sabobogal Maldonado       | 1.72     |
| Uruguay              | Paula Andrea Díaz Galione        | 1.77     |
| Estados Unidos       | Glenys Sánchez Rodriguez         | 1.74     |
| Venezuela            | Ligia Tiana Hernández            | 1.77     |

## Escándalo
El 23 de diciembre de 2008, Laura Zúñiga, actual Reina Hispanoamericana en ese momento, fue detenida en Zapopan , Jalisco , junto con siete hombres que supuestamente llevaban armas de fuego ilegales y US $ 53.000 en efectivo. La detención fue realizada por la policía del estado y oficiales del ejército. [2] Zúñiga declaró que fue secuestrada por su novio Ángel Orlando García Urquiza, al parecer un líder del cártel de Juárez , y que ella no estaba al tanto de sus actividades ilícitas. [3] El 25 de diciembre de 2008, ésta fue puesta en libertad y se anunció que Zúñiga había sido despojada de su título de Miss México Internacional 2009 y Reina Hispanoamericana 2008. Su sucesora es Vivian Noronha Cia de Brasil.
| Predecesor: 2007 | Reina Hispanoamericana 2007 | Sucesor: 2009 |